# 부취제
부취제(附臭劑)는 일종의 방향 화합물로 가스 등에 첨가하여 냄새로 확인이 가능하도록 하는 물질이다. 가장 흔한 예로는 천연가스에 첨가하여, 누출시 신속하게 이를 알아챌 수 있도록 하는 메르캅탄(mercaptan)이 있다.

## 관련 사건

### 2016년 부산 악취사건
2016년 7월 부산과 울산에서 잇달아 악취 신고가 빗발치면서 그 원인에 대한 추측과 괴담이 확산하였다. 이에 구성된 '부산·울산지역 가스·악취 민·민관 합동조사단'은 7월 28일 오후 부산시청에서 기자회견을 하고 두 지역에서 발생한 악취신고 자료를 분석한 결과 부산 지역의 가스악취의 경우 부취제가 원인으로 보인다고 밝혔다. 한편, 구성된 조사단에 조사에 필요한 전문가가 빠졌다는 비판이 있다.

### 1937년 뉴 런던 가스폭발 사건
1937년 3월 미국 텍사스 뉴 런던 천연가스 누출 폭발 사고로 학교에서 294명의 아이들과 교사가 사망하는 사고가 발생하였는데, 이는 부취제의 발전을 재촉한 사건이 되었다.

## 천연가스 부취제
천연가스에 첨가되는 부취제는 컴퓨터 장비를 활용하여 첨가되며, 부취제의 재고가 떨어져 주입이 되지 않으면, 이를 경고하고, 가스 공급을 막는다.
- 황을 함유한 첨가제로 다음 등이 있다.
  - 황화 수소(H2S), :[8] 썩은 달걀 냄새가 난다.
  - tert-Butylthiol (TBM) :[8] 가스 종류에 흔히 쓰이며, 약간의 조리된 감자 냄새가 난다.
  - 테트라하이드로티오펜 (Tetrahydrothiophene, THT) :[8] 천연가스의 부취제로 사용되며 tert-butylthiol과 혼합하여 쓰인다.
  - 에탄티올 (Ethanethiol, EM) : 일반적으로 에틸 메르캅탄(ethyl mercaptan)으로 알려져 있으며, LPG가스에 사용된다. 양파나 조리된 양배추 냄새가 난다.
  - 디메틸설파이드 (Dimethyl sulfide, DMS) :[8] 특정 채소 특히 옥수수·양배추·비트 뿌리·그리고 해산물 비린내가 난다.

- 황이 없는 첨가제로는 다음 등이 있다.
  - 아크릴산 메틸 (Methyl acrylate, MA)
  - 아크릴산 에틸 (Ethyl acrylate, EA)
  - Methylethyl pyrazine :[9] 커피나 와인등 다양한 음식 냄새가 난다.

## 형식

### 심지형
호롱불의 심지(Wick)의 원리와 같다. 첨가한 방향 화합물이 심지를 통해 방향되면서 첨가되는 형식이다.

### 흡수 바이 패스형
흡수 바이 패스형(Absorption bypass)은 설비에 방향 화합물을 심지를 통해 휘발시키는 장치를 더하여, 가스가 장치 상부를 통과하면서 부취제를 함유하도록 하는 방식이다. 심지의 노출 정도로 부취제의 휘발량을 제어한다.

### 액체 주입형
액체 주입형(Liquid injection type) 방식은 고도화된 방식으로, 액체분사를 통해 방향 화합물을 섞는 방식이다. 유동하는 가스에 소량을 첨가한다. 제어 부분에 신경을 써야하며, 컴퓨터 제어를 통해 유량을 감시하고 적정량을 분사한다. 이전의 방식들보다 좀더 폭넓게 운용할 수 있다.
1992년 미국 기계 학회(American Society of Mechanical Engineers, ASME)는 안심 부취제(Peerless odorizer)를 공학의 기념비적 성과로 평가하였다. 이는 1937년의 뉴 런던 학교 폭발을 계기로 개발된 것으로 알려졌다 1937년 7월 처음 출하하면서, 이전 방식의 주요 문제점 중 다음 두 가지를 극복하였다.
- 압력용기 내의 장치 전체를 캡슐화하여, 배관의 누출 문제를 회피.
- 가스 미터기를 사용하여 가스 유량에 비례하여 방향 화합물 첨가량을 조절.

## 기타 부취제 활용

### 이산화탄소 소화기
살리실산메틸(Methyl salicylate)을 잘부서지는 용기에 충전하여 배출구 부분에 장착한다. 소화기를 방사할 때의 압력으로 용기가 부서져 소화액과 같이 방사되어 그 냄새로 이산화탄소의 존재를 알아챌 수 있도록 한다.

### 광산 가스 경보
환풍 시설 앞에서 에탄티올(ethanethiol) 앰플을 깨뜨려 방향 화합물이 퍼지게하여 다른 작업자가 냄새를 확인하여 비상 상황임을 알 수도 있도록 한다.